# Didierea madagascariensis
Didierea madagascariensis Baill., 1880 è una pianta della famiglia delle Didiereaceae, endemica del Madagascar.

## Descrizione
È una pianta succulenta con fusti colonnari alti sino a 8 metri, di 30-40 centimetri di diametro.

Le foglie, alterne, lineari, lunghe circa 15 cm, sono disposte all'apice dei rami e si alternano a lunghe spine, disposte in gruppi di quattro.

È una specie dioica, con fiori tubulari biancastri che presentano lobi stigmatici color magenta negli esemplari femminili e filamenti staminali dello stesso colore in quelli maschili.

## Distribuzione e habitat
Endemica del Madagascar meridionale, è una delle specie dominanti della foresta spinosa, ecoregione semidesertica caratterizzata da una lunga stagione secca e da scarsissime precipitazioni, in alcune zone al di sotto dei 350 mm per anno, concentrate nei mesi tra ottobre ed aprile.